# Сімінін Сергій Федорович
Сергій Федорович Сімінін (нар. 9 жовтня 1987, Приморський, Кримська область) — український футболіст, правий захисник клубу «Поділля». Рекордсмен вищої ліги чемпіонату України за червоними картками — 9 вилучень станом на травень 2018 року.

## Життєпис
Вихованець ЛВУФК (Луганськ). Професіональну кар'єру починав у луганській «Зорі», у якій виступав із 2006 по 2009 рік. Переважно грав за молодіжний склад луганців. У сезоні 2007/08 на правах оренди грав за «Волинь», у складі якої, незважаючи на вік, був одним із лідерів. 19 липня 2007 зіграв свій перший матч на професіональному рівні й дебютний у складі «Волині» (ФК «Львів» — «Волинь» 1:0). Повернувшись у «Зорю», знову не зміг закріпитися в основному складі, провівши лише одну гру. Цей матч став дебютним для Сімініна у Прем'єр-лізі (1 листопада 2008 року, «Шахтар» — «Зоря» 3:1).
Узимку 2009 року перейшов до харківського «Геліоса». Зіграв за клуб 9 матчів, забив 1 м'яч.
Улітку 2009 року Сімінін став гравцем «Волині». У першому ж сезоні допоміг команді вийти у Прем'єр-лігу. У команді завжди мав добру репутацію, регулярно виходив в основному складі, був капітаном «Волині», одним із ключових гравців у команді, особливо під тренуванням Анатолія Дем'яненка.

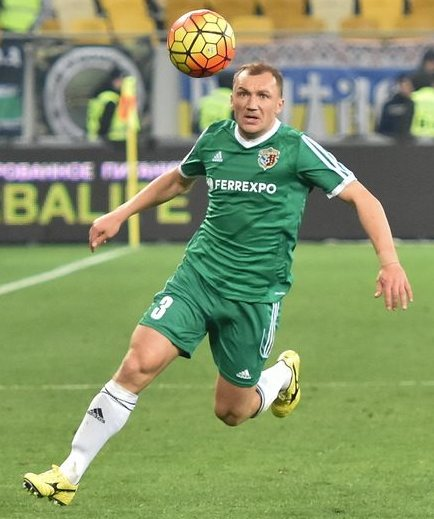
Сергій Сімінін під час виступів за «Ворсклу». 2016 рік.

Покинув «Волинь» у січні 2015 року, не погодившись підписувати контракт зі зменшенням зарплатні. Саме луцький клуб став для футболіста рідним. У складі «Волині» Сімінін провів 250 матчів.
25 лютого 2015 року підписав контракт із «Ворсклою». Дебютний матч провів 28 лютого 2015 року, вийшовши в основі проти «Шахтаря». 21 грудня 2016 року стало відомо, що Сімінін залишив полтавську команду.
22 лютого 2017 року Сімінін підписав контракт з «Олександрією», а наступний сезон 2017/18 провів у «Вересі», після чого клуб було розпущено.
Влітку 2018 року повернувся у «Волинь».
У 2021 році перейшов до львівських «Карпат», де виступав під керівництвом Андрія Тлумака. У червні 2022 року футболіст та клуб припинили співпрацю за взаємною згодою.
З листопада 2022 року виступав за футбольний клуб «Львів». Дебютував за команду 21 листопада у грі проти «Інгульця». Захисник вийшов в основному складі, а 53-й хвилині його замінив Назарій Муравський.

## Досягнення
- Срібний призер Першої ліги: 2009/10